# Jugendhalle Heisingen

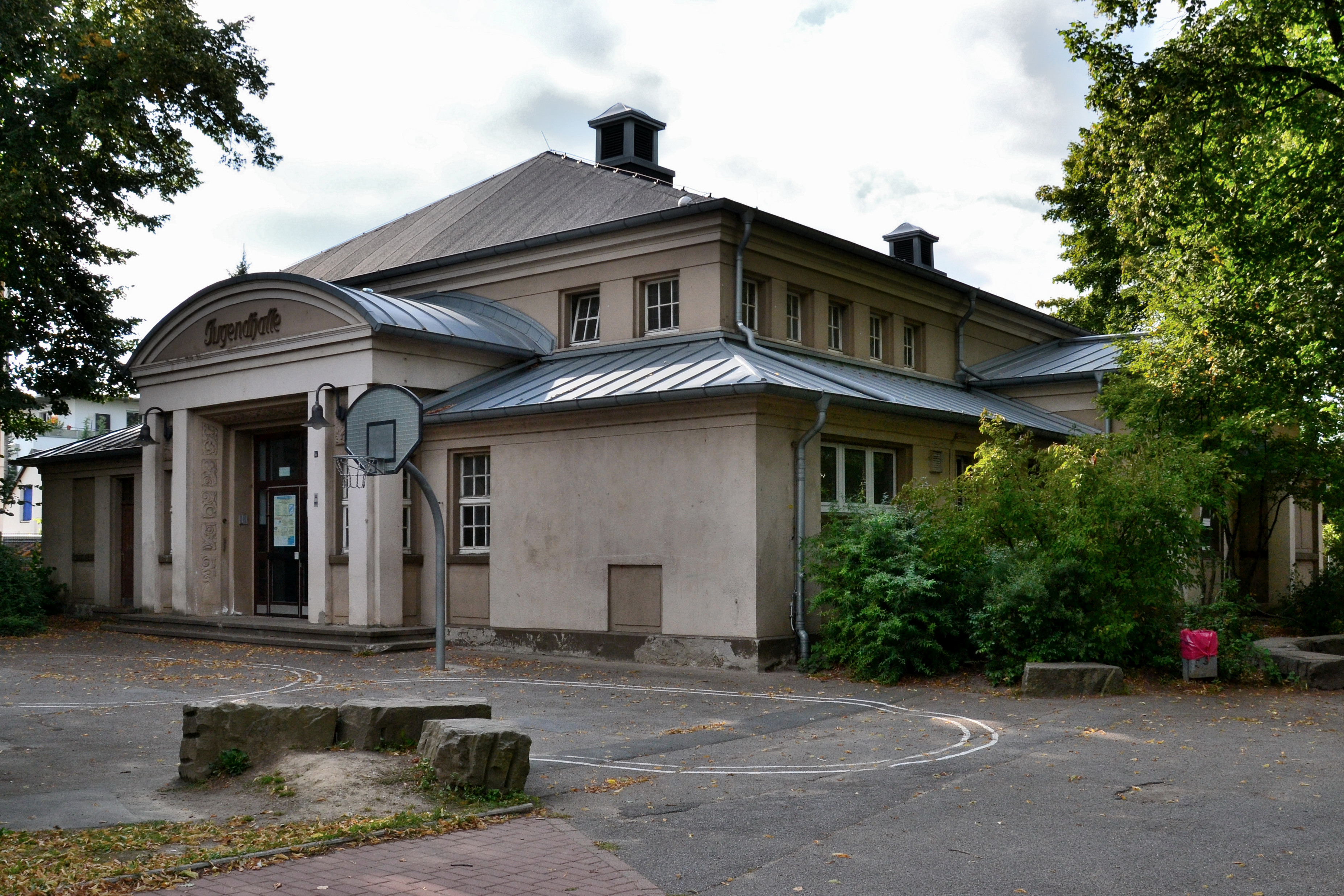
Jugendhalle Heisingen

Die Jugendhalle Heisingen ist eine 1914 im Jugendstil errichtete und 1990 unter Denkmalschutz gestellte Sporthalle, die sich im Essener Stadtteil Heisingen befindet.

## Geschichte
Die Bauleitung übernahm der Bredeneyer Architekt Wilhelm Rümke, der zuvor das Heisinger Rathaus errichtete. Rümke wurde am 22. Juli 1881 in Duderstadt geboren, studierte an der Baugewerkschule in Zerbst/Anhalt und zog 1904 nach Bredeney, wo er am 9. Dezember 1955 starb. Der erste Bürgermeister von Heisingen, Emil Hagmann, Heisingen war von 1910 bis 1929 selbständig, war ein Fürsprecher des Architekten.
Der erste Spatenstich der Jugendhalle fand am 22. Juni 1913 statt. Im Ersten Weltkrieg, am 30. Oktober 1914 wurde die rund 33.000 Mark teure Halle eingeweiht.
Während des Krieges stürzte im Mai 1918 an den Ruhr-Höhen zur Wuppertaler Straße hin ein deutsches Militärflugzeug vom Typ Zeppelin (Staaken) R.VI ab. Sieben Besatzungsmitglieder kamen dabei ums Leben, zu deren Aufbahrung in der Halle mehr als 2500 Trauergäste erschienen. Nahe der Absturzstelle befindet sich ein Fliegerdenkmal.
Die Jugendhalle mit einer Betonrahmenkonstruktion ist auf dem zentralen Hallenteil mit einem erhöhten Walmdach gedeckt. Daran grenzen Gebäudeteile mit Pultdächern an. Den Eingangsbereich bildet ein vorgezogener, tonnengedeckter Bau mit Reliefrahmen. Die Halle spiegelte mit ihren Jugendstilelementen, wie viele andere Gebäude aus der Zeit der selbständigen Bürgermeisterei Heisingen, einen gewissen Bürgerstolz wider. Sie diente nicht nur als Raum für Jugendliche, die hier bei schlechtem Wetter ihrem Bewegungsdrang freien Lauf lassen konnten, sondern wurde einst auch für Boxveranstaltungen und weitere gesellschaftliche Aktivitäten genutzt. Sie erlitt in beiden Kriegen keinerlei gravierende Schäden. Heute steht sie für den Schulsport zur Verfügung und ist Heimat der Sportgemeinschaft (SG) Heisingen. Im Jahr 2006 wurde sie mit einer Investition von 300.000 Euro innen und außen saniert.
Am 13. September 1990 wurde die Halle in die Denkmalliste der Stadt Essen aufgenommen.